# Церковь Сурб Геворк (Нахичевань-на-Дону)
Церковь Сурб Геворк (Церковь Св. Георгия Победоносца) — храм в Нахичевани-на Дону. Относился к Армянской апостольской церкви. Храм утрачен.

## История
Начало строительства церкви Св. Георгия Победоносца (Церковь Сурб Геворк) почти совпало со строительством Феодоровской церкви (Феодоровская церковь — Сурб Теодорос) в 1783—1787 годы. Деревянная церковь Сурб Геворк строилась с 1783 года в западной части города на границе двух соседних городов — Ростова и Нахичевани. По окончании строительства 5 декабря 1787 года церковь была освящена Иосифом Аргутинским.
Первоначально в городе была деревянная церковь. Построенный каменный однокупольный храм со звонницей в XIX веке дважды ремонтировался: в 1852—1853 годы ремонт проводился на средства нахичеванского купца 2-й гильдии М. X. Ерецпоханяна, второй ремонт делался в 1892 году.
Каменный храм стоял около Георгиевской улицы вплотную к Ростово-Нахичеванской меже (близ нынешнего Театрального проспекта).
Первоначально церковно-приходской школы при церкви не было. В 1918 году Ново-Нахичеванское епархиальное правление информировало, что школа, открытая в городе Новочеркасске, переводится в управление Духовного правления и становится церковно-приходской школой церкви Сурб Геворк.
В интерьере каменной церкви было много каменных хачкаров. В храм из Крыма были привезены рукописные книги и напрестольные кресты.
Во время ремонта в 1892 году обновили внутреннее убранство храма, с южной стороны сделали пристройку для защиты от непогоды, так как южный вход стал главным.
В конце XIX — начале XX веков при церкви Св. Георгия Победоносца функционировал хор под руководством Романоса Меликяна.
Георгиевский храм называли также церковью Хадрелеза, около неё проходили армянские ярмарки и праздники.
В начале 1930-х годов храм был закрыт и вскоре почти полностью разобран. Остатки Георгиевского храма были снесены еще до начала Великой Отечественной войны.

## Священнослужители
В разное время настоятелями храма были священники: Ованнес Дохсаньян, Акоп Шатворян, Геворг Мушехьян, протоиерей Мкртич Эммануилович Тер-Акобьянц, протоиерей Карапет Ованесович Гекимян (расстрелян в 1938).

## Святыни
- В храме хранилась подаренная Г. Д. Числияном картина Святого Георга, под ней хранилась храмовая святыня — мощи Святого Георгия в серебряном коробе с надписью: «Память от паломника Степана Генджецяна в 1849 году, Святому Георгию, Нахичеван».

- Топуз Святого Георгия — посох со свинцовым наконечником, который был обтянут атласной материей.